# Phaenonotum exstriatum
Phaenonotum exstriatum är en skalbaggsart som först beskrevs av Thomas Say 1835.  Phaenonotum exstriatum ingår i släktet Phaenonotum och familjen palpbaggar. Inga underarter finns listade i Catalogue of Life.